# Порядок наследования тунисского престола
Тунисское королевство было упразднено в 1957 году. Династия Хусейнидов, правившая в Тунисе в 1705—1957 годах, использовала османскую практику лествичного права, в результате которой старший член династии являлся наследником престола. В 1705—1956 годах правители Туниса носили титул бея, а в 1956 году последний бей Мухаммад VIII аль-Амин (1943—1956) принял королевский титул. В 1957 году тунисская монархия были упразднена и заменена республикой, но династия Хусейнидов продолжает использовать лествичный порядок наследования.

## Главы династии Хусейнидов 1957 — настоящее время
- Мухаммад VIII аль-Амин (Мухаммад VIII) (25 июля 1957 — 30 сентября 1962)
- Коронный принц Хусейн бей (Хусейн III) (30 сентября 1962 — 9 апреля 1969)
- Принц Мустафа бей (Мустафа II) (9 апреля 1969—1974)
- Принц Мухаммад аль-Тайб бей (Мухаммад IX) (1974 — 29 апреля 1989)
- Принц Сулейман бей (Сулейман I) (29 апреля 1989—1992)
- Принц Аллалах бей (Аллалах I) (1992—2001)
- Принц Шазли бей (Шазли I) (2001 — 12 июля 2004)
- Принц Мухи-ид-дин бей (Мухи ид-дин I) (2 июля 2004 — октябрь 2006)
- Принц Мухаммад бей (Мухаммад X) (октябрь 2006 — 17 июня 2013)
- Принц Мухаммад аль-Хабиб бей (Мухаммад XI) (17 июня 2013 — настоящее время)

## Текущий порядок престолонаследия (частично)
- Махмуд I Паша (1757—1824; годы правления: 1814—1824)[1]
  -  Хусейн II Паша (1784—1835; годы правления: 1824—1835)
    -  Мухаммад II Паша (1811—1859; годы правления: 1855—1859)
      - Принц Хусейн Бей (1839—1890)
        -  Принц Мухаммад ас-Саид Бей (1873—1918)
          - Мустафа II (1900—1974)
          -  Принц Али бин Саид Бей (1903—1980)

      -  Мухаммад V Паша (1855—1922; годы правления: 1906—1922)
        -  Мухаммад VII Паша (1881—1948; годы правления: 1942—1943)
          - Принц Салах ад-дин Бей (1902—1938)
            -  (1). Кронпринц Зейнал-Абидин Бей (род. 1930)

          - Принц Мухаммад аль-Рауф Бей (1903—1977)
          -  Принц Умар Бей (1904—1938)

        - Хусейн III (1893—1969; кронпринц: 1943—1957)
        -  Принц Мухаммад Бей (1897—1953)
          -  Мухаммад X (1928—2013)

    -  Мухаммад III Паша (1813—1882; годы правления: 1859—1882)
    -  Али III Паша (1817—1902; годы правления: 1882—1902)
      -  Принц Мустафа Бей (1844—1895)
        - Принц Изу-ддин Бей (1882—1953)
          - Сулейман I (1909—1992)
          - Ал’Аллах I (1910—2001)
          -  Мухи уд-дин I (1911—2006)

        -  Принц Мухамад ас-Садик Бей, Бей аль-Махалла (1883—1955)

      -  Мухаммад IV Паша (1855—1906; годы правления: 1902—1906)
      -    Ахмад II Паша (1862—1942; годы правления: 1929—1942)
        -  Мухаммад IX (1902—1989)

    -  Принц Мухаммад Мамун Бей (1819—1861)
      -  Мухаммад VI Паша (1858—1929; годы правления: 1922—1929)
        - Принц Мухаммад Изуддин Бей (1875—1931)
          -  Мухаммад XI (род. 1929)

        -  Король Мухаммад VIII аль-Амин (1881—1962; Бей: 1943—1956; король Туниса: 1956—1957)
          -  Шазли I (1910—2004)

  -  Мустафа I Паша (1786—1837; годы правления: 1835—1837)
    -  Ахмад I Паша (1806—1855; годы правления: 1837—1855)[1]